# Myomimus roachi
Espèce
Synonymes
- Myomimus bulgaricus Rossolimo, 1976[2]

Statut de conservation UICN

 VU B2ab(iii) : Vulnérable
Myomimus roachi, communément appelé Loir de Roach, est une espèce de rongeurs de la famille des Gliridae. C'est une espèce menacée de loir que l'on rencontre en Bulgarie, Grèce et Turquie.